# Schron z Kołem
Schron z Kołem (Schron ze Znakami) – jaskinia, a właściwie schronisko, w Dolinie Kościeliskiej w Tatrach Zachodnich. Wejście do niej znajduje się w ścianie Żlebu na Spady wciętego w południowym stoku Żeleźniaka, w pobliżu Jaskini z Mułem, na wysokości 1390 m n.p.m. Długość jaskini wynosi 19 metrów, a jej deniwelacja 7 metrów.

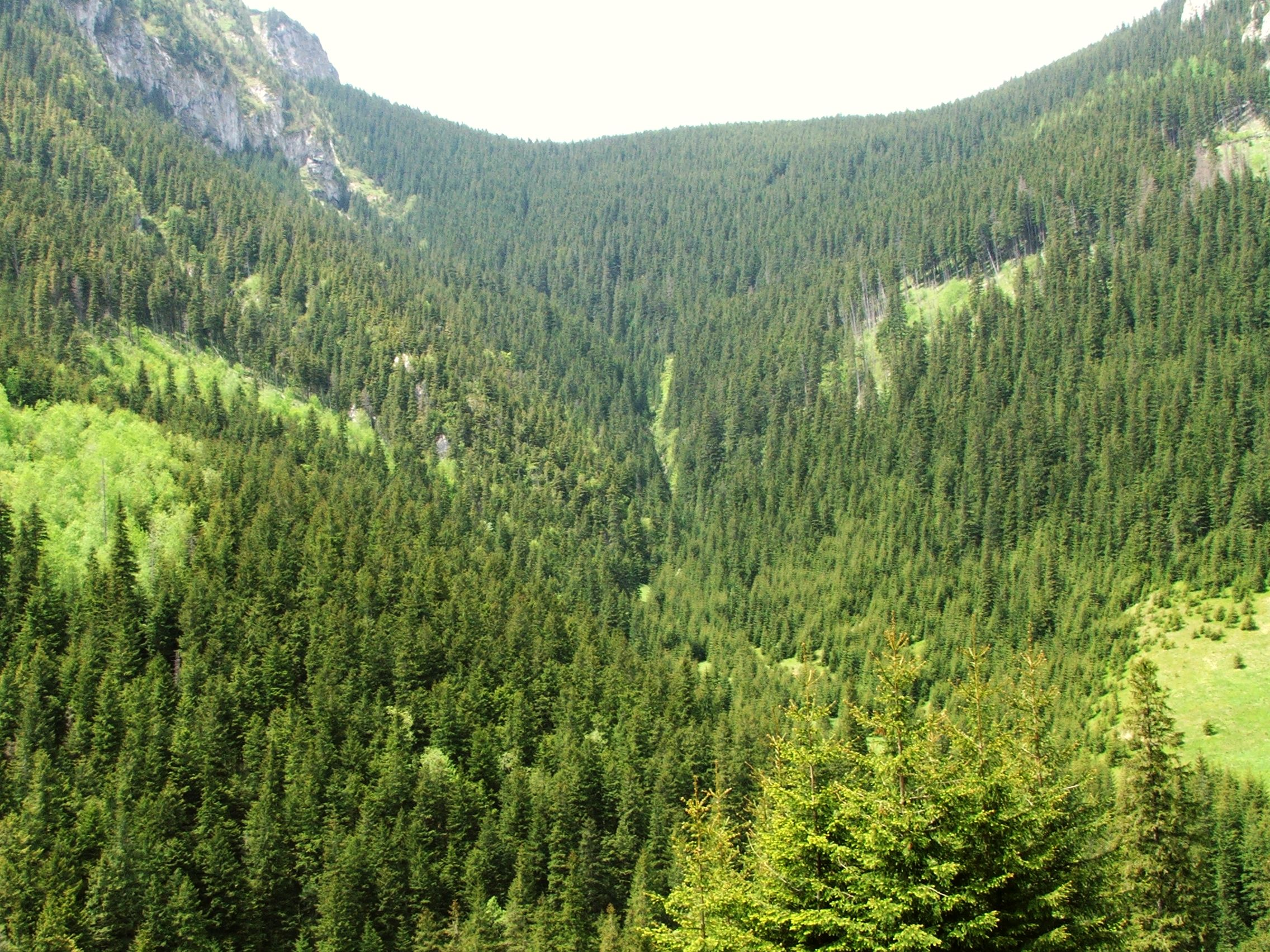
Żleb Żeleźniak. Widok z Hali Pisanej

## Opis jaskini
Jaskinię stanowi idący w górę korytarz podzielony na część dolną i górną, którą jest stromo nachylona płyta. Obie części oddzielają od siebie dwa duże filary skalne. Między nimi znajdują się korytarzyki łączące oba poziomy.

## Przyroda
W jaskini można spotkać drobne nacieki grzybkowe. Na ścianach rosną mchy i porosty.

## Historia odkryć
Jaskinia była znana od dawna. Ścianę przy otworze pokrywają wykute w skale napisy i rysunki. M.in. jest tam rysunek koła o średnicy około 65 cm podzielonego na cztery części (stąd nazwa jaskini), różne krzyże, rysunek sylwetki kobiety, ptaka, drabina. Na tych znakach wykuto podpisy, m.in.: Sokaj 1882, Stanisław Michniak lat 14 z 1934 r. itp..